# Île du Château (Bès)
Pour les articles homonymes, voir Île du Château.
L'île du Château est une île fluviale du Bès, située sur la commune de Fridefont.
Elle se situe au sud de l'île de Chante-Dur. 

## Histoire
Un château fort fut bâti à l'origine sur un monticule rocheux au pied duquel se développa le village de Mallet. Le village a été englouti par l'aménagement du barrage de Grandval dans les années 1955-1959. Le monticule forme aujourd'hui l’île du Château.